# Sauquillo de Cabezas
Sauquillo de Cabezas – gmina w Hiszpanii, w prowincji Segowia, w Kastylii i León, o powierzchni 20,28 km². W 2011 roku gmina liczyła 208 mieszkańców.